# کارسینوم نازوفارنکس
سرطان گلوی بینی یا کارسینوم نازوفارنکس (Nasopharyngeal carcinoma، به اختصار: NPC)، شایع‌ترین سرطان ناحیه نازوفارنکس است که نیمی از موارد سرطان‌های نازوفارنکس را تشکیل می‌دهد. این بیماری بیشتر از قسمت خلفی جانبی نازوفارنکس (حفره روزنمولر) منشأ می‌گیرد. NPC از نظر بروز، علل، رفتار بالینی و درمان به‌طور قابل توجهی با سایر سرطان‌های سر و گردن متفاوت است. این بیماری در آسیای شرقی و آفریقا بسیار شایع تر از جاهای دیگر است و عوامل ویروسی، رژیم غذایی و ژنتیکی در ایجاد آن نقش دارند. در مردان شایع تر است ولی هم کودکان و هم بزرگسالان را می‌تواند درگیر کند. از نظر بافت‌شناسی یک کارسینوم سلول سنگفرشی (SCC) از نوع تمایزنیافته است.

## علائم و نشانه‌ها
NPC ممکن است به صورت توده یکطرفه یا دو طرفه غدد لنفاوی به سمت پشت گردن ظاهر شود. این توده‌ها معمولاً حساس یا دردناک نیستند، اما در نتیجه گسترش متاستاتیک سرطان به غدد لنفاوی ظاهر می‌شوند و در نتیجه باعث تورم غدد لنفاوی می‌شوند. غدد لنفاوی به عنوان بخشی از سیستم ایمنی عمل می‌کنند و می‌توانند در سراسر بدن یافت شوند. تورم غدد لنفاوی گردن تظاهر اولیه در بسیاری از افراد است و تشخیص NPC اغلب با بیوپسی غدد لنفاوی انجام می‌شود. علائم سرطان نازوفارنکس ممکن است به صورت سردرد، گلودرد و مشکل در شنوایی، تنفس یا صحبت کردن ظاهر شوند. سایر علائم شامل درد یا بی‌حسی صورت، تاری دید یا دوبینی، مشکل در باز کردن دهان یا عفونت‌های مکرر گوش است. در یک فرد بزرگسال اگر عفونت گوش بدنبال یک سرماخوردگی ساده (URI) نباشد، باید معاینه نازوفارنکس انجام شود زیرا در بزرگسالان، عفونت گوش کمتر از کودکان رخ می‌دهد. علائم و نشانه‌های مربوط به تومور اولیه شامل انقباض فک، درد، اوتیت میانی، بازگشت غذا از بینی به دلیل فلج کام نرم، کاهش شنوایی و فلج اعصاب جمجمه ای است. توده‌های بزرگتر ممکن است باعث انسداد یا خونریزی بینی و «تو دماغی صحبت کردن» شوند. انتشار متاستاتیک ممکن است منجر به درد استخوان یا اختلال در عملکرد اعضا شود. به ندرت در یک بیماری گسترده، استئوآرتروپاتی (به عنوان یک سندرم پارانئوپلاستیک) ممکن است رخ دهد.

## علل
NPC توسط ترکیبی از عوامل ایجاد می‌شود: ویروسی، تأثیرات محیطی و وراثت. علت ویروسی با عفونت ناشی از ویروس اپشتین بار (EBV) مرتبط است که این ویروس یکی از شایع‌ترین ویروس‌ها است. ۹۵ درصد از مردم ایالات متحده در سن ۳۰ تا ۴۰ سالگی در معرض این ویروس قرار می‌گیرند. سازمان بهداشت جهانی اقدامات پیشگیرانه ای برای این ویروس در نظر نگرفته است زیرا این ویروس به راحتی پخش می‌شود و در سراسر جهان وجود دارد. به ندرت ویروس اپشتین بار منجر به سرطان می‌شود که نشان دهنده تأثیر سایر عوامل مؤثر است.
سایر علل احتمالی عبارتند از استعداد ژنتیکی و مصرف گوشت‌های کنسرو شده و ماهی شور حاوی نیتروزامین‌های فرار سرطان زا. جهش‌های مختلفی که سیگنال‌دهی NF-kB را فعال می‌کنند تقریباً در نیمی از موارد NPC مورد بررسی گزارش شده‌اند.
ارتباط بین ویروس اپشتین بار و کارسینوم نازوفارنکس در تومورهای نوع II و III سازمان بهداشت جهانی (WHO) قطعی است، اما برای NPC نوع یک (WHO-I) کمتر اثبات شده است، که در آن ارزیابی اولیه نشان می‌دهد که ویروس پاپیلومای انسانی (HPV) ممکن است مرتبط باشد. DNA ویروس EBV در نمونه‌های پلاسمای خون ۹۶ درصد بیماران مبتلا به NPC غیرکراتینه قابل تشخیص بود، در حالی که این رقم در گروه کنترل تنها ۷ درصد بود. تشخیص آنتی‌ژن هسته ای مرتبط با ویروس اپشتین بار (EBNA) و DNA ویروسی در NPC نوع ۲ و ۳، نشان داده است که EBV می‌تواند سلول‌های اپیتلیال را آلوده کند که درنهایت با تغییر این سلول‌ها همراه است. به نظر می‌رسد علت NPC (به ویژه در فرم بومی آن) یک فرایند چند مرحله ای را دنبال می‌کند، که به نظر می‌رسد در آن EBV، پیشینه قومی و سرطان زاهای محیطی همگی نقش مهمی ایفا می‌کنند. مهم‌تر از آن، به نظر می‌رسد که مقدار DNA ویروس EBV با پاسخ درمانی مرتبط است و ممکن است عود بیماری را پیش‌بینی کند، که نشان می‌دهد ممکن است یک شاخص مستقل از پیش آگهی باشد. مکانیسمی که توسط آن EBV سلول‌های نازوفارنکس را تغییر می‌دهد به عنوان اهداف درمانی مطرح شده است.
همچنین این پرسش مطرح است که آیا سینوزیت مزمن می‌تواند علت بالقوه سرطان نازوفارنکس باشد یا خیر. فرضیه بر این است که سینوزیت مزمن به دلیل ایجاد شرایط التهابی مزمن منجر به ایجاد بدخیمی شود، مانند ازوفاژیت که گاهی اوقات به دلیل شرایطی مانند بیماری ریفلاکس معده به مری بارت منجر می‌شود.

## تشخیص

### طبقه‌بندی
سازمان بهداشت جهانی (WHO) سه زیرگروه کارسینوم نازوفارنکس را شناسایی کرده است:
- تیپ ۱: کارسینوم سلول سنگفرشی که معمولاً در افراد مسن دیده می‌شود
- تیپ ۲: کارسینوم غیر کراتینه کننده
- تیپ ۳: کارسینوم تمایز نیافته

نوع ۳ بیشتر در میان کودکان و نوجوانان کوچکتر دیده می‌شود. مشخص شده است که هر دو نوع ۲ و ۳ با سطوح بالای تیتر ویروس اپشتین بار مرتبط هستند (برخلاف تیپ یک). علاوه بر این، نوع ۲ و نوع ۳ ممکن است با هجوم سلول‌های التهابی از جمله لنفوسیت‌ها، پلاسمایی‌ها و ائوزینوفیل‌ها (وضعیتی که به آن لنفواِپیتلیوما گفته می‌شود) دنبال شود.

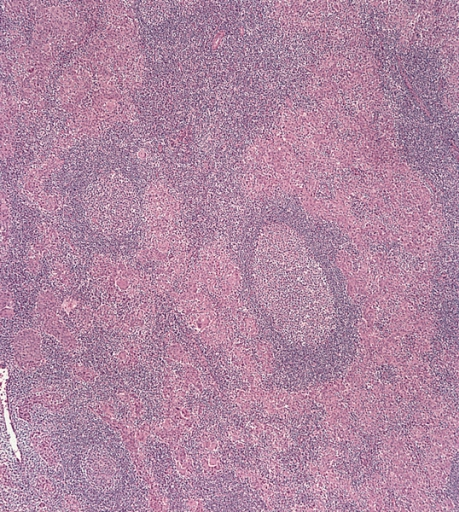
کارسینوم نازوفارنکس تمایز نیافته - نمای دور
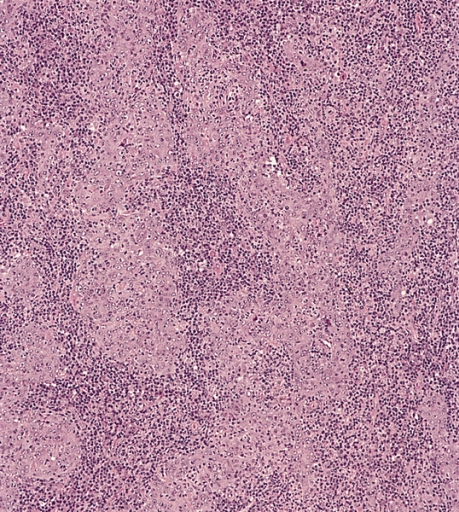
کارسینوم نازوفارنکس تمایز نیافته - نمای متوسط
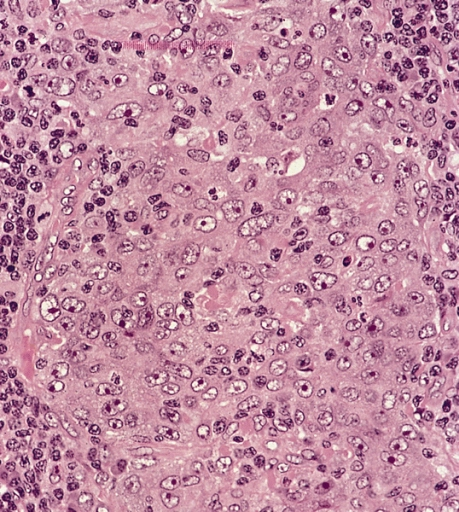
کارسینوم نازوفارنکس تمایز نیافته - نمای نزدیک
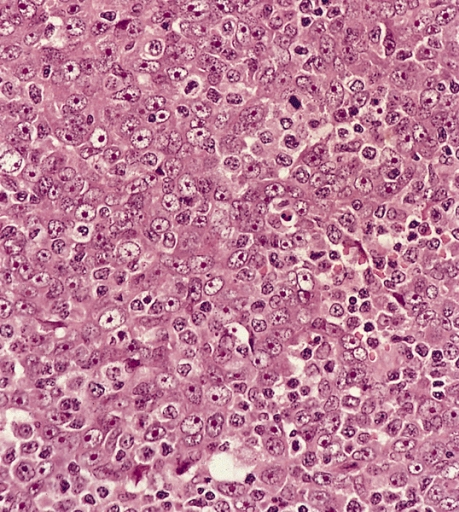
کارسینوم نازوفارنکس تمایز نیافته - نمای نزدیک

### مرحله بندی

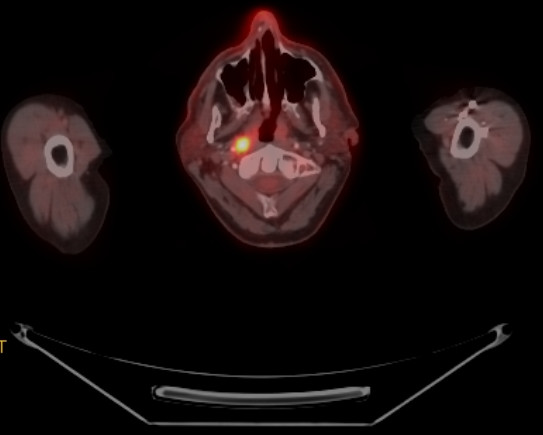
FDG-PET / سی تی اسکن بیمار مبتلا به سرطان نازوفارنکس. برش عرضی که محل اولیه FDG مثبت را نشان می‌دهد

مرحله بندی کارسینوم نازوفارنکس بر اساس معاینه بالینی و رادیولوژیک است. اکثر بیماران با بیماری مرحله III یا IV مراجعه می‌کنند.
مرحله I یک تومور کوچک محدود به نازوفارنکس است.
مرحله دوم توموری است که در ناحیه موضعی گسترش می‌یابد یا با هر گونه شواهدی از بیماری محدود گردن (غدد لنفی) وجود دارد.
مرحله III یک تومور بزرگ با یا بدون بیماری گردن یا یک تومور با بیماری گردن دو طرفه است.
مرحله IV یک تومور بزرگ است که شامل نواحی داخل جمجمه یا زیر گیجگاهی، یک بیماری گسترده گردن و/یا هر متاستاز دوردست است. 

مرحله T1 سرطان نازوفارنکس
مرحله T2 سرطان نازوفارنکس
مرحله T3 سرطان نازوفارنکس
مرحله T4 سرطان نازوفارنکس

## عوامل خطر
کارسینوم نازوفارنکس که به عنوان سرطان سلول سنگفرشی طبقه‌بندی می‌شود، با استفاده بیش از حد از تنباکو ارتباطی ندارد. با این حال، عوامل خطر خاصی وجود دارند که در صورت قرار گرفتن در معرض NPC می‌توانند فرد را مستعد ابتلا به NPC کنند. این عوامل خطر عبارتند از: داشتن اصل و نسب چینی یا آسیایی، قرار گرفتن در معرض ویروس اپشتین بار (EBV)، مصرف زیاد الکل و عوامل ناشناخته ای که منجر به ایجاد خوشه‌های خانوادگی نادر می‌شود.

### EBV
ویروس اپشتین بار در بیش از ۹۰ درصد جمعیت جهان ایجاد عفونت کرده و باقی می‌ماند. انتقال این ویروس از طریق بزاق صورت می‌گیرد و بیشتر در کشورهای در حال توسعه دیده می‌شود که در آن مناطق زندگی بیشتر در کنار هم قرار دارند و بهداشت کمتر رعایت می‌شود. تکثیر این ویروس می‌تواند در بافت اپیتلیال اوروفارنکس و بافت نازوفارنکس رخ دهد. EBV در درجه اول لنفوسیت‌های B را هدف قرار می‌دهد. در بیمارانی که NPC تشخیص داده شد، سطوح آنتی‌بادی علیه آنتی‌ژن EBV را نسبت به افرادی که NPC تشخیص داده نشده بودند، نشان دادند.

### سیگار
خطر ابتلا به NPC در افرادی که در معرض استعمال سیگار هستند ۲ تا ۶ برابر افزایش می‌یابد. در ایالات متحده تقریباً دو سوم بیماران مبتلا به NPC نوع ۱ به سیگار کشیدن مرتبط هستند. با این حال، نرخ کاهش سیگار در ایالات متحده می‌تواند با شیوع کمتر NPC نوع ۱ مرتبط باشد. پیشنهاد شده است که در جنوب چین و شمال آفریقا، میزان بالای دود ناشی از آتش‌سوزی چوب در این کشورها جای سیگار کشیدن را گرفته است.

## درمان
NPC را می‌توان با جراحی، شیمی درمانی، رادیوتراپی یا ایمونوتراپی درمان کرد. اشکال مختلفی از پرتودرمانی وجود دارد، از جمله پرتودرمانی منسجم سه بعدی، پرتودرمانی با شدت تعدیل‌شده، درمان با اشعه ذره ای و براکی‌تراپی که معمولاً در درمان سرطان‌های سر و گردن استفاده می‌شوند. بیان پروتئین‌های نهفته EBV در کارسینوم نازوفارنکس تمایز نیافته می‌تواند به‌طور بالقوه برای درمان‌های مبتنی بر ایمنی مورد استفاده قرار گیرد. به‌طور کلی، سه نوع یا روش درمانی مختلف برای بیماران مبتلا به سرطان نازوفارنکس وجود دارد. این سه روش درمانی پرتودرمانی، شیمی درمانی و جراحی هستند. اگرچه در حال حاضر سه روش درمانی وجود دارد، آزمایش‌های بالینی در حال انجام است که ممکن است درمان‌های مؤثرتری برای NPC ایجاد کند.